# Woburn Abbey
Woburn Abbey (nl: Abdij van Woburn), nabij Woburn, Bedfordshire, Engeland, is een Engels landhuis, de zetel van de Hertog van Bedford en de locatie van het Woburn Safari Park.

## Voor de 20ste eeuw
De abdij, bestaande uit het park van Woburn en de bijbehorende gebouwen, werd in 1145 gesticht als een klooster van de cisterciënzer orde. Na de ontbinding van de kloosters werd het complex in 1547 door Hendrik VIII aan John Russell, 1ste Earl van Bedford gegeven. Het is sinds die tijd de zetel van de familie Russell en de Hertogen van Bedford. De abdij is grotendeels opnieuw opgebouwd in 1744, door de architecten Henry Flitcroft en Henry Holland, voor de 4de Hertog van Bedford. Anna Russell, echtgenote van de 7de Hertog, was de uitvindster van het thee-ritueel in het Engeland van de 19de eeuw.

## 1945 tot de jaren 70
Na de Tweede Wereldoorlog werd er droge rot ontdekt. Ongeveer de helft van de abdij werd vervolgens afgebroken. Toen de 12de Hertog in 1953 overleed moest zijn zoon zware successierechten betalen. De abdij was op dat moment half-gesloopt en half-vervallen. In plaats van een overdracht aan de National Trust, besloot de nieuwe Hertog het pand zelf te houden en in 1955 open te stellen voor het publiek. Door toevoeging van het Woburn Safari Park in 1970 werd de abdij een populaire toeristische attractie. Nadat andere aristocraten zich negatief hadden uitgelaten op het veranderen van de abdij in een themapark, zei de 13de Hertog het volgende:

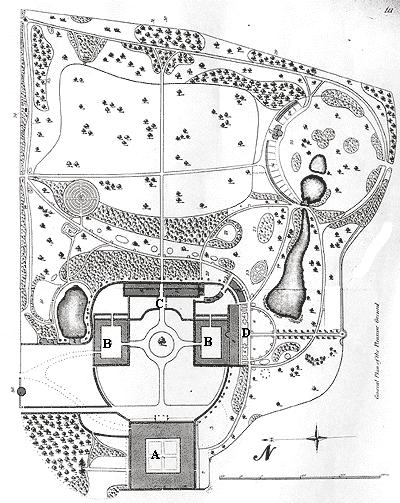
De kaart van Woburn voor de gedeeltelijke afbraak.

I do not relish the scorn of the peerage, but it is better to be looked down on than overlooked.— "Ik ben niet blij met de hoon van de adel, maar het is beter om op neergekeken te worden, dan om helemaal niet gezien te worden."

## Jaren 70 tot heden

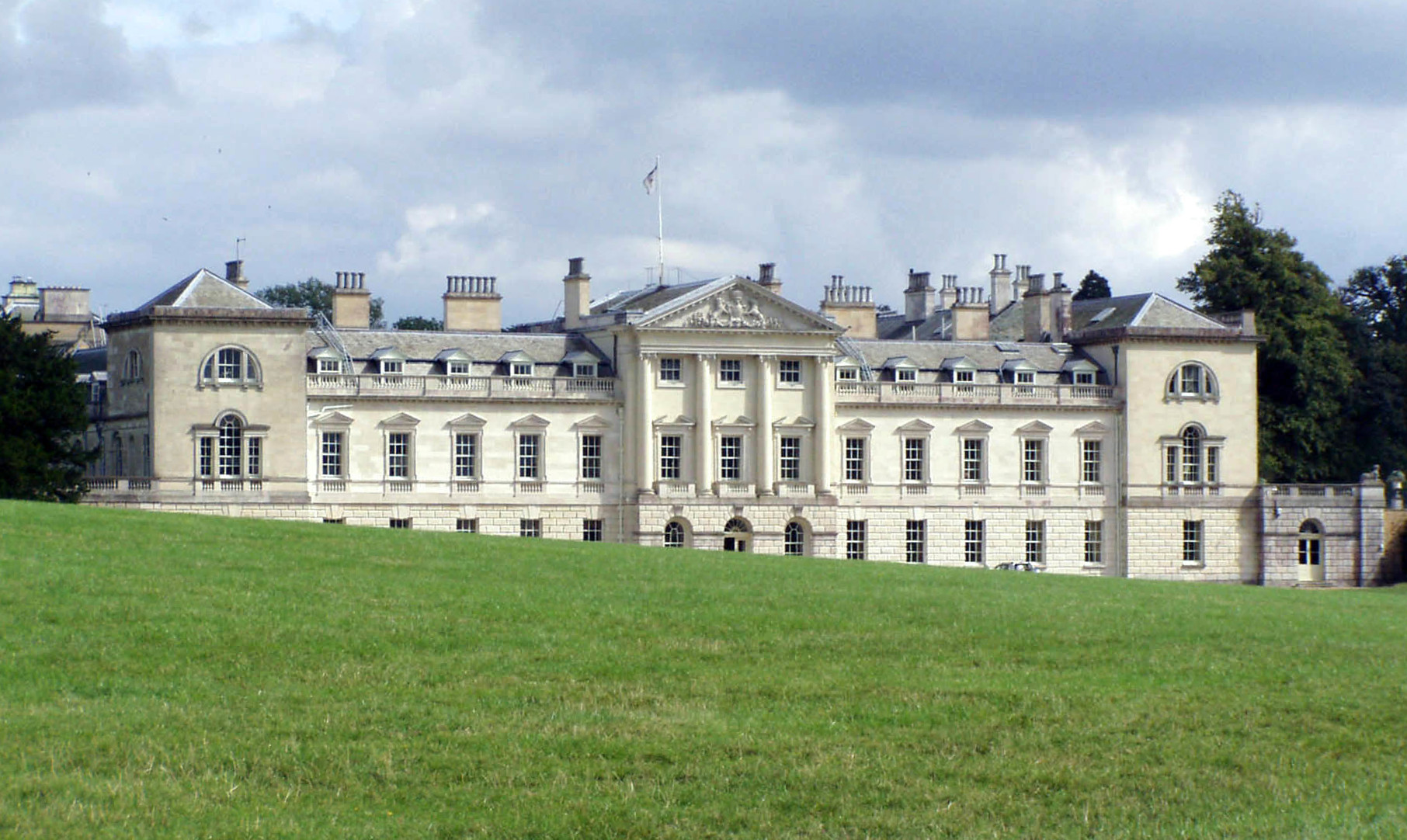
De westelijke façade van de Abdij.

De 13de Hertog verhuisde in 1975 naar Monte Carlo. Zijn zoon, Robin Russell, 14de Hertog van Bedford en Markies van Tavistock, beheerde samen met zijn vrouw de abdij.
In 1970 werden er filmopnames gemaakt door Lucio Fulci, voor de film A Lizard in a Woman's Skin. In mei 1973 volgden opnames voor Coronation Street met een gastoptreden van de 13de Hertog. Hij speelde zichzelf, in een rol waarin hij de personages uit de serie ontving. Een van hen, Hilda Ogden, was erg onder de indruk van de 'Canney-Letty' [sic] (Canaletto) kamer.
In het begin van de jaren 90 waren de Markies en de Tussaud Groep van plan om de adbij in een groot pretpark te veranderen. Het plan ging niet door toen Tussauds Alton Towers kocht en daar een pretpark begon.
Van 1999 tot 2002 werden de Markies en zijn vrouw gevolgd in het realitysoap Country House. De serie liep drie seizoenen en had in totaal 29 afleveringen, die uitgezonden werden op BBC Two. In de serie werd het dagelijks leven van de markies gevolgd, terwijl hij het beheer voerde over de abdij.
Na het overlijden van zijn vader werd de Markies in 2002 de 14de Hertog van Bedford. Bij zijn eigen dood in juni 2003 was hij de kortst zittende houder van de titel. Zijn zoon, de 15de Hertog, voert nu het bewind over de abdij.

## Kunstcollectie
De kunstverzameling van de hertogen van Bedford is een van de mooiste privéverzamelingen en bevat een wijde selectie van westerse kunst. De collectie bevat ongeveer 250 schilderijen, met daaronder werken van onder andere Rubens, Van Dyck, Canaletto, Aelbert Cuyp en Velasquez. Daarnaast is er ook een uitgebreide verzameling meubels te zien, zowel Engelse als Franse, alsook porselein en zilverwerk.

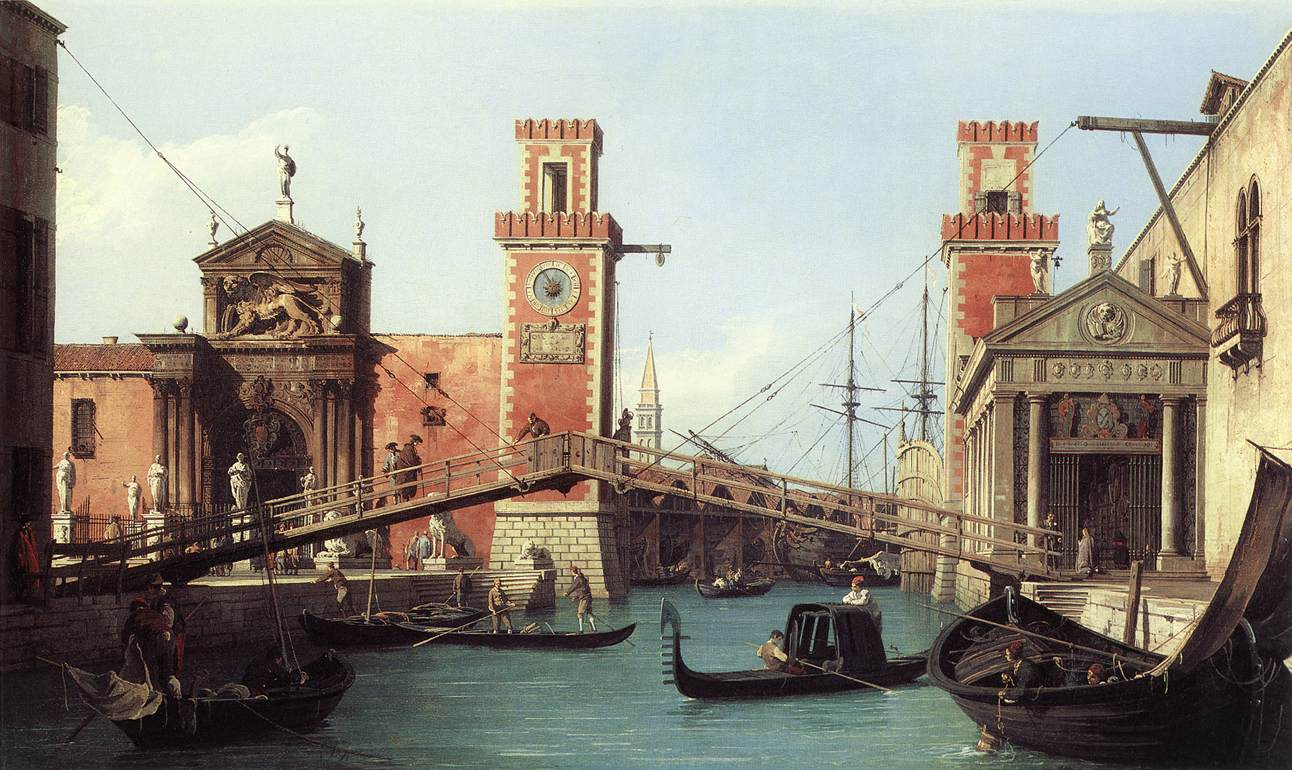
Zicht op de toegang tot het Arsenaal (1732), Canaletto
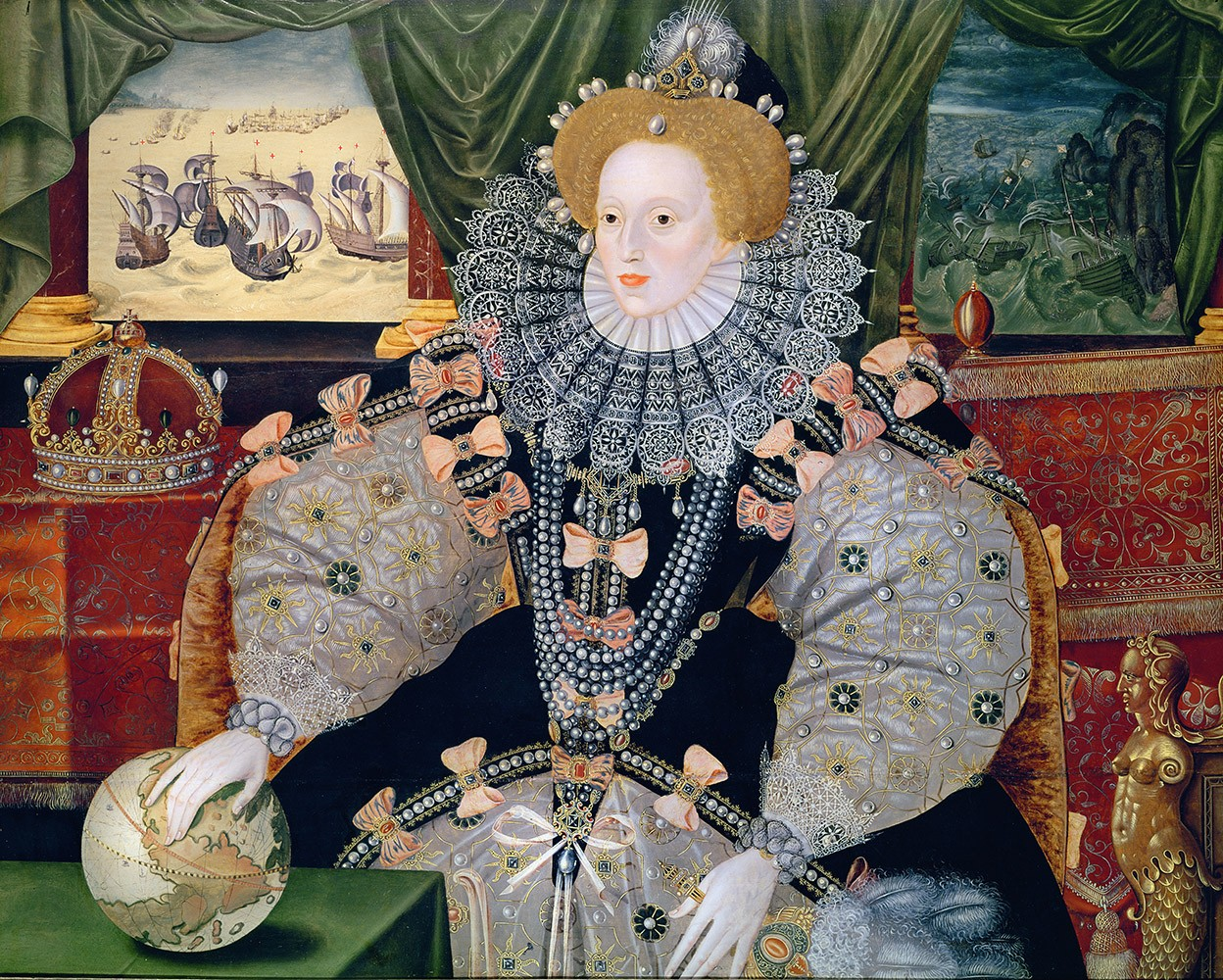
Het Armada-portret van Elizabeth I (ca. 1588), anoniem